# Павловский, Александр Михайлович
Алекса́ндр Миха́йлович Павло́вский (15 [26] декабря 1798 — 9 [21] декабря 1867) — русский военный инженер, директор Сибирского кадетского корпуса (1849—1863), генерал-лейтенант (1855) Русской императорской армии.

## Биография
Александр Михайлович Павловский родился 15 (26) января 1798 года.
Воспитывался в Императорском Военно-сиротском доме (с 1829 года — Павловский кадетский корпус), по окончании которого в 1817 году поступил на службу прапорщиком в Инженерный корпус. В 1819 году Павловский окончил по первому разряду, с отличным успехом и со внесением имени на мраморную доску почета, Офицерские классы Главного инженерного училища и был произведён в подпоручики. Был оставлен в Главном инженерном училище, сначала репетитором, а затем преподавателем.
В 1831 году Павловский был назначен инспектором классов в Школу гвардейских подпрапорщиков и кавалерийских юнкеров. Среди студентов классов Павловскго был поэт М. Ю. Лермонтов. А. М. Миклшевский в своих воспоминаниях об обучении вместе с поэтом в Школе гвардейских прапорщиков так характеризует Павловского:
«Инспектором классов — добрейшая личность, инженер, полковник Павловский».
15 (27) февраля 1835 года Павловский был произведён в полковники, а 25 июня (7 июля) 1845 года в генерал-майоры. С 1850 по 1863 год Александр Михайлович Павловский был директором Сибирского кадетского корпуса, затем состоял на службе по Инженерному корпусу. 30 августа (11 сентября) 1855 года Павловский был произведён в генерал-лейтенанты.
Александр Михайлович Павловский умер 9 (21) декабря 1867 года и был похоронен на Георгиевском кладбище в Санкт-Петербурге.

### Адресат Ф. М. Достоевского
Павловский известен как адресат письма писателя Ф. М. Достоевского, датируемого второй половиной мая 1858 года. В своём письме Достоевский пишет что он получил разрешение вернуться из ссылки и просит об увольнении своего пасынка Павла Александровича Исаева (1847—1900) из Сибирского кадетского корпуса для «дальнейшего его образования в России, вблизи его семейства».

## Награды
- орден св. Владимира 4 ст. (1827)
- орден св. Анны 2 ст. (1833, императорская корона к ордену — 1841)
- орден св. Владимира 3 ст. (1845)
- орден св. Станислава 1 ст. (1849)
- орден св. Анны 1 ст. (1855, императорская корона к ордену — 1858)
- знак отличия беспорочной службы за 40 лет (1859)
- орден св. Владимира 2 ст. (1860)